# Мемнон Книгописец
Мемнон Книгописец е български книжовник от втората половина на XIV в.
Написал изборно евангелие, което по особеностите на правописа и някои диалектизми се определя като създадено в Македония.
Мемнон носи названието книгописец, което през XIV в. означава, че носителят му е висококвалифициран преписвач на книги и вероятно е работил в някой професионален скрипторий. „Книгописец“ е най-ниското звание в градация с „доброписец“, „граматик“ и „философ“. Малцина успявали да придобият по-високо звание, а и на малцина имената са останали в историята.
По-сетнешната съдба на Мемнон Книгописец е неизвестна.

## Изследвания
- Турилов, А. А. О времени и месте создания пергаменного „Евангелия Мемнона-книгописца“. – В: Он же. Slavia Cyrillomethodiana: Источниковедение истории и культуры южных славян и Древней Руси: Межславянские культурные связи эпохи средневековья. М., Знак, 2010.